# Звід пам'яток історії та культури України: Полтавська область
Звід пам'яток історії та культури України: Полтавська область — серія публікацій «Зводу пам'яток історії та культури України», про багатство культурно-історичної спадщини, що знаходяться на землях Полтавської області.
Пам'ятки археології, архітектури, історії, монументального мистецтва, природоохоронні об'єкти несуть у собі величезний масив інформації про наше минуле.
Головними творцями книги є науковці Полтавського краєзнавчого музею, Центру охорони та досліджень пам'яток археології управління культури облдержадміністрації.
У планах та задумах Головної редакційної колегії Зводу пам'яток історії та культури області на ближче п'ятиріччя − видати аналогічні видання про історичну спадщину всіх районів та міст обласного підпорядкування Полтавщини.
– Ще із 80-х років започаткували роботу над зводом пам'яток в усіх областях України. Це загальноукраїнський проект. Проте видавнича робота активізувалася у 2007 році. Тоді у Полтаві побачила світ перша книга із серії, — розповідає Наталія Сиволап, заідувач сектору пам'яткознавства Полтавського краєзнавчого музею. — Із того часу ми видали сім книг — про Новосанжарський, Великобагачанський, Решетилівський, Диканський, Лохвицький райони та місто Комсомольськ. І ось сьогодні презентували книгу про пам'ятки Семенівського району.

## Видані книги

### Звід пам'яток історії та культури України: Полтавська область. Гадяцький район[3]
увійшло 496 статей про пам'ятки району, у тому числі комплексні.
- 146 присвячені пам'яткам археології,
- 301 − історії,
- 26 − архітектури,
- 4 — мистецтва,
- 2 − техніки,
- 48 − природоохоронним об'єктам

### Звід пам'яток історії та культури України: Полтавська область. Лохвицький район
В ньому вміщено інформацію про 555 пам'яток та об'єктів культурної спадщини, в їх числі:
- 288 об'єктів археології,
- 244 − історії,
- 23− архітектури,
- 6 − монументального мистецтва,
- 13 − природи,
- 1 − науки

### Звід пам'яток історії та культури України: Полтавська область. Пирятинський район[6]
Увійшло 339 статей, з яких
- 194 присвячені пам'яткам археології,
- 117 — історії,
- 3 — пам'ятки мистецтва,
- 5 — архітектури,
- 1 — пам'ятці техніки,
- 21 — природоохороним об'єктам.

Частина з них — комплексні, тобто одночасно є пам'ятками археології та історії, історії та техніки та інш.

### Звід пам'яток історії та культури України: Полтавська область. Семенівський район
До книги, окрім вступної статті, вміщена 391 стаття про пам'ятки району, з яких
- 184 присвячені археології,
- 185 − історії,
- 4 − архітектурі,
- 1 − пам'ятці техніки,
- 1 — пам'ятці мистецтва,
- 17 − природоохоронним об'єктам.